# Загор’я (Торжоцький район)
Загор’я (рос. Загорье) — присілок в Торжоцькому районі Тверської області Російської Федерації.
Населення становить 13 осіб. Входить до складу муніципального утворення Сукромленське сільське поселення.

## Історія
Від 2005 року входить до складу муніципального утворення Сукромленське сільське поселення.

## Населення
| 1859 | 1884 | 2002 | 2010 |
| ---- | ---- | ---- | ---- |
| 314  | ↗436 | ↘9   | ↗13  |